# Minnewaukan (Észak-Dakota)
Minnewaukan település az Amerikai Egyesült Államok Észak-Dakota államában, Benson megyében, melynek megyeszékhelye is. Lakosainak száma 199 fő (2020. április 1.).

## Népesség
A település népességének változása:

| 2010 | 224 |
| 2020 | 199 |